# Hugh of Evesham
 Hugh of Evesham  , il Nero et Phoenix,  (né à Evesham en Angleterre et mort le 27 juillet 1287 à Rome) est un cardinal anglais du XIIIe siècle.